# William Beckford
William Thomas Beckford, född 1 oktober 1760 i London, död 2 maj 1844 i Bath, var en brittisk författare, konstkritiker, reseskildrare och politiker. Han är mest känd för sin roman Vathek och för att ha uppfört Fonthill Abbey.
William Beckford var son till Maria Hamilton och William Beckford som ett tag hade posten som Lord Mayor of the City of London och efter vilken han tio år gammal, 1770, ärvde en ansenlig förmögenhet samt egendomar i England och på Jamaica. Wolfgang Amadeus Mozart, William Chambers och Alexander Cozens blev hans lärare och han studerade huvudsakligen konstnärliga ämnen. En resa till Italien år 1782 resulterade i reseskildringen Dreams, Waking Thoughts and Incidents (1783), och han skrev sin enda roman, den gotiska Vathek, tre år senare. Andra verk är satiren Memoirs of Extraordinary Painters (1780), och Letters from Italy with Sketches of Spain and Portugal (1835).
1783 gifte han sig med lady Margaret Gordon, dotter till earlen av Aboyne, men gjorde skandal då han anklagades för att ha förfört William Courtenay som sedermera skulle bli earl av Devon. Familjen Beckford gick i exil men hustrun avled i barnsäng i unga år. Han invaldes i House of Commons, det brittiska parlamentets underhus, som representant för Wells åren 1784–1790 och för Hindon 1790–1795 och 1806–1820.
Han ägnade sig särskilt åt att samla konstskatter och kulturföremål, bland annat Edward Gibbons bibliotek, och för att hysa denna samling lät han uppföra Fonthill Abbey som stod färdigt år 1807. James Wyatt anlitades som arkitekt och byggnaden är ett berömt exempel på den brittiska gotiska arkitekturen. Eftersom Beckford spenderade faderns förmögenhet och förlorade många egendomar, var han slutligen tvungen att sälja Fonthill Abbey, varpå han flyttade till Lansdown Crescent i Bath, där han gav Henry Goodridge i uppdrag att uppföra ett torn, vilket kommit att kallas Beckford's Tower. Han avled där 84 år gammal och fick samma begravningsceremoni som de gamla sachsiska kungarna.